# Oligosoma macgregori
Oligosoma macgregori là một loài thằn lằn trong họ Scincidae. Loài này được Robb mô tả khoa học đầu tiên năm 1975.